# Montsecret-Clairefougère
Montsecret-Clairefougère település Franciaországban, Orne megyében. Lakosainak száma 656 fő (2022. január 1.). Montsecret-Clairefougère Cerisy-Belle-Étoile, Saint-Pierre-d’Entremont, Saint-Quentin-les-Chardonnets és Valdallière községekkel határos.

## Népesség
A település népességének változása:
| Lakosok száma | 693  | 682  | 665  | 657  | 654  | 650  | 646  | 656  |
|               | 2013 | 2015 | 2017 | 2018 | 2019 | 2020 | 2021 | 2022 |